# Болатау (Бакау)
Болатау (рум. Bolătău) насеље је у Румунији у округу Бакау у општини Земеш. Oпштина се налази на надморској висини од 691 m.

## Становништво
Према подацима из 2002. године у насељу је живело 1201 становника, од којих су сви румунске националности.